# Яворски окръг
Яворски окръг (на полски: Powiat jaworski) е окръг в Югозападна Полша, Долносилезко войводство. Заема площ от 581,55 км2. Административен център е град Явор.

## География
Окръгът се намира в историческата област Долна Силезия. Разположен е в централната част на войводството.

## Население
Населението на окръга възлиза на 52 603 души (2012 г.). Гъстотата е 90 души/км2.

## Административно деление
Административно окръгът е разделен на 6 общини.
Градски общини:
- Явор

Градско-селски общини:
- Община Болков

Селски общини:
- Община Велке Вондроже
- Община Менчинка
- Община Мшчивойов
- Община Пашовице

## Фотогалерия
- Болков
- Явор